# Josef Prantl (Politiker)
Josef Prantl (* 24. November 1891 in Innsbruck; † 4. Jänner 1983 ebenda) war ein österreichischer Politiker der Sozialdemokratischen Arbeiterpartei (SdP).

## Leben
Nach dem Besuch der Pflichtschulen ging er an die Lehrerbildungsanstalt Innsbruck und machte die Lehrbefähigungsprüfung für Volks- und Hauptschulen. Danach studierte er Germanistik und Geschichte an der Universität Innsbruck und arbeitete später als Fachlehrer in Innsbruck. Ab 1925 war er Abgeordneter der SdP im Tiroler Landtag. 1933 wechselte er von der SdP zur illegalen NSDAP. 1935 wurde er wegen nationalsozialistischer Betätigung verhaftet und zu einer Freiheitsstrafe verurteilt. Im Jahr 1936 wurde er aufgrund dieser Verurteilung vom Dienst entlassen. Danach schlug er sich mit Gelegenheitsarbeiten und der Tätigkeit als Korrespondent für ausländische Zeitungen durch. Er „flüchtete“ nach Deutschland und begann als Jugendwalter der NSV. Von 1937 bis 1938 unterrichtete er an Volksschulen in Baunach und Ampfing, 1938 war er Direktor der Knabenhauptschule in Innsbruck. Am 12. Mai 1938 beantragte er die reguläre Aufnahme in die NSDAP und wurde rückwirkend zum 1. Mai desselben Jahres aufgenommen (Mitgliedsnummer 6.233.413). Von 1939 bis 1941 war er Regierungsdirektor des Tiroler Schulwesens. 1945 wurde er aus dem Dienst entlassen und verhaftet. Nach seiner Freilassung im Juli 1946 gab er Privatunterricht und machte wieder Gelegenheitsarbeiten. Josef Prantl starb am 4. Januar 1983.

## Politische Funktionen
- 1925–1934: Abgeordneter zum Tiroler Landtag (II. und III. Wahlperiode), SdP

## Politische Mandate
- 21. Juni 1927 bis 14. Februar 1934: Mitglied des Bundesrates (III. und IV. Gesetzgebungsperiode), SdP